# Haskeir
Haskeir, également connu sous le nom de Grande Haskeir, est une île inhabitée des Hébrides extérieures en Écosse. Elle est à 13 km au nord-ouest de North Uist et à 40 km à l'est de Saint-Kilda.
À un kilomètres  au sud-ouest de l'île se trouvent les récifs de Haskeir Eagach constitués d'une série de cinq formations rocheuses.
Un phare a été construit en 1997.